# Африканские бородатки
Африканские бородатки, или медниковые (лат. Lybiidae) — семейство птиц из отряда дятлообразных.
Существует 9 родов и 44 вида бородаток, от типового рода Либии (Lybius), обитающих в лесах, до медников (Pogoniulus), живущих как в лесах, так и кустарниковых степях. Ареалом этих птиц является вся Чёрная Африка, за исключением её крайней юго-западной части.
Род бородастики-трахифонусы (Trachyphonus) населяют и более открытые равнины от южной Сахары до Южной Африки.

## Описание и экология
Большинство африканских бородаток имеют округлое тело длиной 20—25 см с крупной головой и щетинистыми перьями у основания клюва. Медники мельче, самые маленькие — краснолицые медники (Pogoniulus atroflavus) весом 7 грамм и размером 9 см.
Птицы ведут в основном одиночный образ жизни, питаются насекомыми и фруктами. В рацион входит около 60 видов различных фруктов и ягод, не только дикорастущих, но и возделываемых человеком — бородатки нередко навещают фруктовые и овощные плантации. Ягоды проглатываются вместе с косточками, которые позже отрыгиваются перед пением, но никогда в гнезде. Однако, медники оставляют липкие семена омелы около гнёзд, возможно, чтобы отпугнуть хищников. Как и другие бородатки, эти птицы являются главными распространителями семян в тропических лесах.
Африканские бородатки питаются и разнообразными насекомыми, такими как муравьи, цикады, стрекозы, сверчки, саранча, жуки, бабочки, богомолы, тщательно собираемых с веток и стволов деревьев. В пищу идут также скорпионы, многоножки, иногда мелкие позвоночные — ящерицы, лягушки, гекконы.
Биология размножения ещё мало изучена. Хотя некоторые стайные виды охотно гнездятся по берегам рек или в термитниках, что не является характерным для дятлообразных, другие устраивают гнёзда в дуплах деревьев. Откладывают обычно 2-4 яйца (кроме жемчужного трахифонуса (Trachyphonus margaritatus), откладывающего до 6 яиц), высиживают 13-15 дней. Обязанности по высиживанию птенцов выполняют оба родителя.
Вмешательство и влияние человека незначительно. Однако следует отметить снижение численности видов, обитающих преимущественно в лесной зоне из-за обезлесения, что даёт преимущество другим видам бородаток. Так, например, сокращение высокогорных лесов в Кении привело к почти полному исчезновению горного медника (Pogoniulus leucomystax) и расширению ареала проживания краснолобого медника (Pogoniulus pusillus).

## Классификация
Существует 9 родов и 44 вида бородаток:
Подсемейство Африканские наземные дятлы — Trachyphoninae
- Род Trachyphonus — Бородастики-трахифонусы
  - Trachyphonus goffinii
  - Trachyphonus purpuratus — Желтоклювый трахифонус
  - Trachyphonus vaillantii — Хохлатый трахифонус
  - Trachyphonus erythrocephalus — Огненноголовый трахифонус
  - Trachyphonus margaritatus — Жемчужный трахифонус
  - Trachyphonus darnaudii — Пятнистоухий трахифонус
  - Trachyphonus usambiro Neumann, 1908

Подсемейство Lybiinae
- Род Cryptolybia
  - Cryptolybia olivacea — Зелёный букканодон
- Род Gymnobucco — Бородастики-гимнобукко
  - Gymnobucco bonapartei — Сероголовый гимнобукко
  - Gymnobucco sladeni — Сладеров гимнобукко
  - Gymnobucco peli — Щетинистый гимнобукко
  - Gymnobucco calvus — Лысый гимнобукко
- Род Stactolaema
  - Stactolaema leucotis — Белоухий букканодон
  - Stactolaema whytii — Зеркальный букканодон
  - Stactolaema anchietae — Желтоголовый букканодон
- Род Pogoniulus — Медники
  - Pogoniulus scolopaceus — Чешуйчатый медник
  - Pogoniulus simplex — Зелёный медник
  - Pogoniulus leucomystax — Горный медник
  - Pogoniulus coryphaeа — Желтоспинный медник
  - Pogoniulus atroflavus — Краснолицый медник
  - Pogoniulus subsulphureus — Желтогорлый медник
  - Pogoniulus bilineatus — Златогузый медник
  - Pogoniulus uropygialis
  - Pogoniulus pusillus — Краснолобый медник
  - Pogoniulus chrysoconus — Желтолобый медник

- Род Buccanodon — Букканодоны
  - Пятнистый букканодон — Buccanodon duchaillui

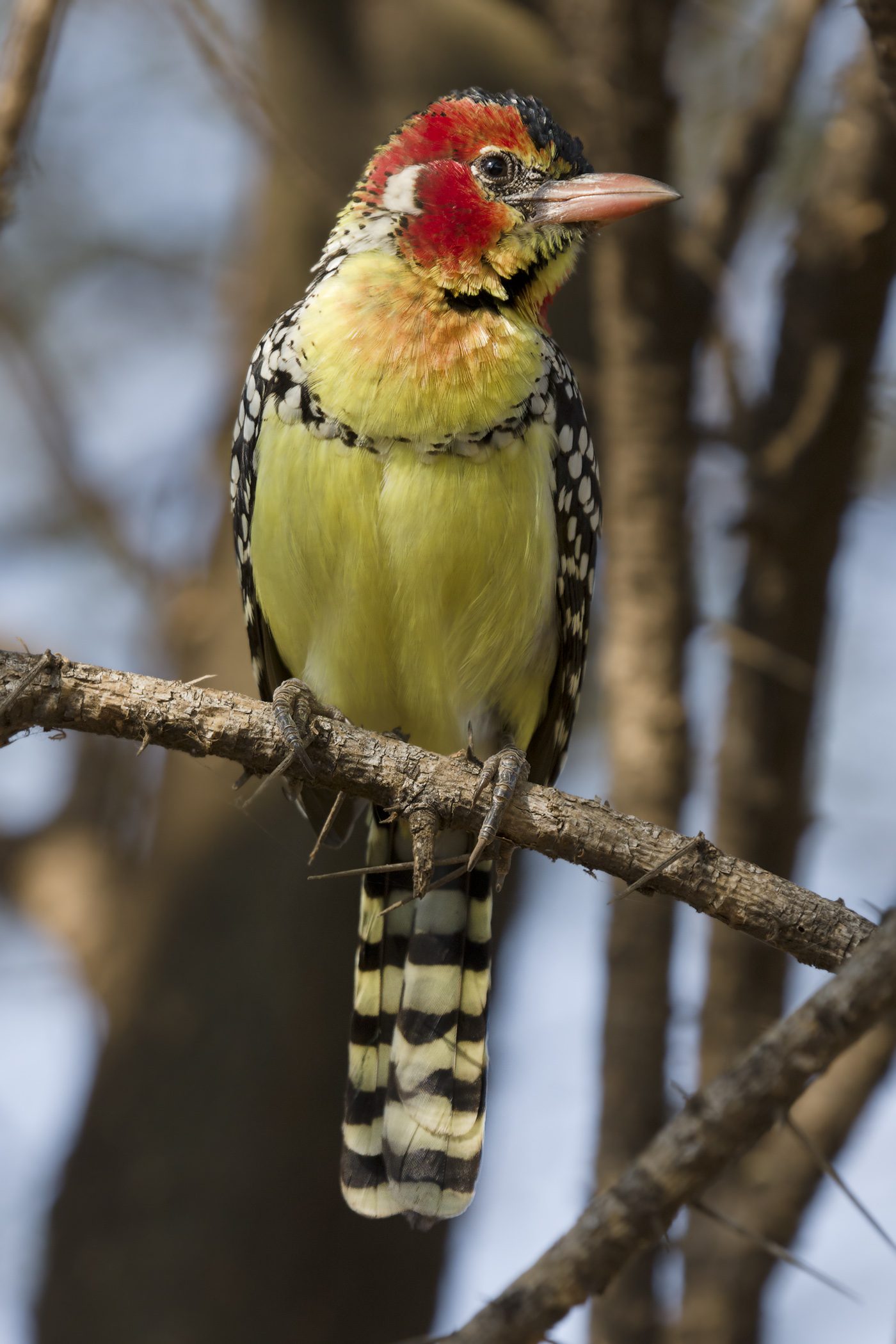
Африканская бородатка

    - Buccanodon duchaillui dowsetti
- Род Tricholaema
  - Tricholaema hirsuta — Пятнистая либия
  - Tricholaema diademata — Краснолобая либия
  - Tricholaema frontata — Либия Миомбая
  - Tricholaema leucomelas — Краснолобая либия
  - Tricholaema lacrymosa — Плачущая либия
  - Tricholaema melanocephala — Черноголовая либия
- Род Lybius — Либии
  - Lybius undatus — Полосатая либия
  - Lybius vieilloti — Кровавогрудая либия
  - Lybius leucocephalus — Белоголовая либия
  - Lybius chaplini — Либия Чаплина
  - Lybius rubrifacies — Краснолицая либия
  - Lybius guifsobalito — Черноклювая либия
  - Lybius torquatus — Ошейниковая либия
- Род Pogonornis
  - Pogonornis melanopterus — Бурогрудая либия
  - Pogonornis minor — Розовобрюхая либия
  - Pogonornis bidentatus — Двухзубцовая либия
  - Pogonornis dubius — Сенегальская либия
  - Pogonornis rolleti — Черногрудая либия

К данному семейству, или же к семейству бородастиковые (Megalaimidae), принадлежит род Capitonides, обитавший в раннем и среднем миоцене в Европе.
Эти доисторические птицы напоминают примитивных туканов и, возможно, занимают базальную позицию в кладе тукановых и бородастиковых (инфраотряд Ramphastides). С другой стороны, они очень схожи с африканскими наземными дятлами (Trachyphonus), из-за чего некоторые учёные относят их к этому роду.
В отложениях среднего миоцена около Grive-Saint-Alban, Франция, была найдена пряжка (лат. carpometacarpus — пястно-запястная кость, один из элементом скелета крыла птиц) схожая с аналогичной костью бородастиковых. Первый осмотр показал, что она отличается от кости Capitonides и более походит на кости доживших до наших дней европейских бородастиковых. Данная находка иногда также соотносится с африканскими наземными дятлами, что является более обоснованным.
Предполагаемые ископаемые остатки медника (Pogoniulus) позднего миоцена найдены недалеко от города Кофидиш (Австрия). Однако они ещё не изучены и неясно, принадлежат ли они к какому-либо виду, существующему и сейчас. Судя по последним данным, это именно так.